# 팀 무어

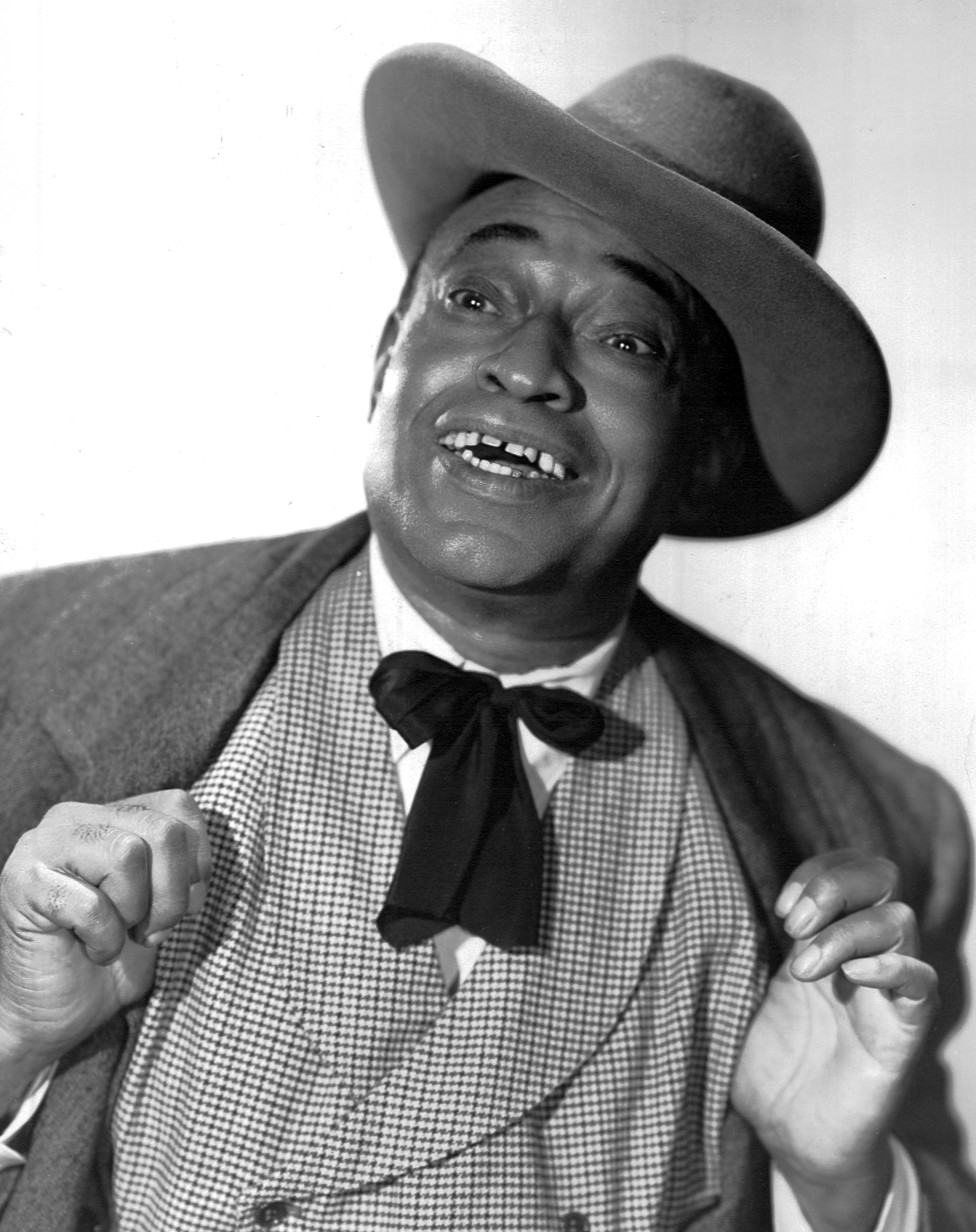

팀 무어(Tim Moore, 1887년 12월 9일 ~ 1958년 12월 13일)는 미국의 배우, 텔레비전 배우, 영화배우, 연극 배우이다.
로스앤젤레스에서 사망하였다. 사인은 결핵이다.

## 영화
- 15시 17분 파리행 열차 (2018년)
- 라스트 미션 (2018년)
- 설리: 허드슨강의 기적 (2016년)
- 아메리칸 스나이퍼 (2014년)
- 니드 포 스피드 (2014년)
- 내 인생의 마지막 변화구 (2012년)
- 피와 꿀의 땅에서 (2011년)
- 히어애프터 (2010년)
- 우리가 꿈꾸는 기적: 인빅터스 (2009년)
- 어 뷰티풀 라이프 (2008년)
- 아메리칸 캐롤 (2008, An American Carol)
- 그랜 토리노 (2008년)
- 체인질링 (2008년)
- 바비존스, 스트로크 오브 지니어스 (2004년)
- 애니멀 팩토리 (2000년)
- 스톰 캣쳐 (1999년)
- 화이트 리버 (1999년)
- 머더 오브 크로우 (1999년)
- 아이 오브 더 스톰 (1992년)
- 로드 하우스 (1989년)
- 킬러 잭 (1988년)